# تاريخ العقليات
المصطلح تاريخ العقليات عبارة عن ترجمة اقتراضية من المصطلح باللغة الفرنسية histoire des mentalités (والذي يمكن ترجمته كذلك على أنه «تاريخ الاتجاه» أو «تاريخ الرؤية الكونية»، هو مصطلح يشير إلى طريقة تسجيل التاريخ (انظر علم التأريخ) المقترن بانتقاد نقطة التحول للجيل التالي للمدارس الحولية (على وجه الخصوص، مؤرخ الكتب والقراءات روجيه شارتييه).
يركز تاريخ العقليات ليس فقط على الحروب والرجال العظام، التي كانت موضوعًا لأغلب الكتابات التاريخية الأوروبية منذ العصور القديمة، ولكن على العقليات الأوسع نطاقًا للمجموعات الاجتماعية والثقافية القديمة. كما يمكن كذلك النظر إلى المصطلح على أنه يساوي، أو على أنه اسم مشمول، للتاريخ الثقافي.